# Muscovite
La muscovite, detta anche mica di allumina, argento di gatto, antantite, vetro russo, (simbolo IMA: Ms) è un minerale molto comune del gruppo delle miche all'interno della classe dei minerali "silicati e germanati". A seconda della modificazione, cristallizza nel sistema monoclino o trigonale con la composizione chimica KAl2[(OH,F)2|AlSi3O10]. Strutturalmente appartiene ai fillosilicati.

## Etimologia e storia
Muscovite significa pietra di Mosca o pietra russa ed era conosciuta come vetro russo nella Germania del XVIII e XIX secolo. Questo nome deriva dal vetro inglese muscovy e fu coniato da Richard Kirwan nel 1794.
Il nome muscovite, valido ancora oggi, fu coniato nel 1850 da James Dwight Dana.
Nell'antichità il minerale veniva chiamato anche pietra a specchio (dal latino lapis specularis), ma c'è il rischio di confusione con i minerali ematite (specularite = pietra a specchio) e selenite (varietà di gesso), anch'essi indicati in questo modo.

## Classificazione
Già nell'obsoleta 8ª edizione della sistematica minerale secondo Strunz, la muscovite apparteneva alla classe minerale dei "silicati e germanati" e lì alla sottoclasse dei "fillosilicati", dove insieme ad aluminoceladonite, glauconite, paragonite, roscoelite e celadonite formava la "serie muscovite" con il sistema nº VIII/E.05a.
Nella Sistematica dei lapis (Lapis-Systematik) di Stefan Weiß, che è stata rivista e aggiornata l'ultima volta nel 2018 ed è ancora strutturata secondo questa vecchia sistematica di Strunz, al minerale è stato assegnato il sistema e il minerale nº VIII/H.10-070. In questa Sistematica ciò corrisponde anche alla classe dei "fillosilicati". La muscovite forma la "serie della seladonite-muscovite (fengite)" con il sistema nº VIII/H.10 insieme alla celadonite e agli altri membri aluminoceladonite, boromuscovite, chromphyllite, chromceladonite, ferroaluminoceladonite, ferroceladonite, ganterite, nanpingite, paragonite, roscoelite e tobelite all'interno del "gruppo della mica" che va da H.10 a H.13.
Anche la 9ª edizione della sistematica minerale di Strunz, che è stata aggiornata l'ultima volta dall'Associazione Mineralogica Internazionale (IMA) nel 2024, classifica la muscovite nella categoria dei "fillosilicati". Tuttavia, questo è ulteriormente suddiviso in base alla struttura degli strati, in modo che il minerale possa essere trovato nella suddivisione "Fillosilicati con fogli di mica, composti di reti di tetraedri e ottaedri", dove è l'unico omonimo del "gruppo muscovite" con il sistema nº 9.EC.15 e gli altri membri aluminoceladonite, boromuscovite, chernykhite, chromphyllite, chromceladonite, ferroceladonite, ferroaluminoceladonite, ganterite, glauconite (gruppo minerale), montdorite, nanpingite, paragonite, fengite, roscoelite, celadonite, tainiolite, tobelite, voloshinite e yangzhumingite.
La sistematica dei minerali secondo Dana, utilizzato principalmente nel mondo anglosassone, classifica la muscovite nella classe dei "silicati e germanati" e lì nella divisione dei "minerali fillosilicati". Anche in questo caso si trova nel "gruppo delle miche (sottogruppo muscovite)" con il sistema nº 71.02.02a all'interno della suddivisione "Fillosilicati: strati di anelli a sei membri con strati 2:1".

## Abito cristallino
La muscovite cristallizza in modi diversi nel sistema monoclino prendendo i nomi muscovite-1M, muscovite-2M1 e muscovite-2M2, così come nel sistema trigonale prendendo il nome muscovite-3T e infine nel sistema triclino chiamata muscovite-2A.
| Tipo minerale | Sistema cristallino | Gruppo spaziale                 | Costante di reticolo                                                  | Unità di formula per cella elementare (Z) |
| ------------- | ------------------- | ------------------------------- | --------------------------------------------------------------------- | ----------------------------------------- |
| muscovite-1M  | monoclino           | C2/m (nº 12)                    | a = 5,21 Å; b = 8,99 Å; c = 10,27 Å, β = 101,6°                       | Z = 2                                     |
| muscovite-2M1 | monoclino           | C2/c (nº 15)                    | a = 5,20 Å; b = 9,03 Å; c = 20,11 Å, β = 95,8°                        | Z = 4                                     |
| muscovite-2M2 | monoclino           | C2/c (nº 15)                    | a = 8,96 Å; b = 5,17 Å; c = 20,31 Å, β = 100,7°                       | Z = 4                                     |
| muscovite-3T  | trigonale           | P3112 (nº 151) o P3121 (nº 152) | a = 5,21 Å, c = 29,8 Å                                                | Z = 3                                     |
| muscovite-2A  | triclino            | C1 (nº 2, posizione 3)          | a = 5,19 Å; b = 9,01 Å; c = 20,04 Å; α = 90,0°; β = 95,7° e γ = 90,0° | Z = 4                                     |

Come tutti i minerali di mica, la muscovite è un minerale fillosilicato con una struttura TOT-c. In altre parole, un cristallo di muscovite è costituito da strati (TOT) legati tra loro da cationi di potassio (c).
Ogni strato è composto da tre fogli. I fogli esterni ('T' o fogli tetraedrici) sono costituiti da tetraedri silicio-ossigeno e tetraedri alluminio-ossigeno, con tre degli anioni ossigeno di ciascun tetraedro condivisi con tetraedri vicini per formare un foglio esagonale. Il quarto anione dell'ossigeno in ogni foglio tetraedrico è chiamato anione dell'ossigeno apicale. Ci sono tre cationi di silicio per ogni catione di alluminio, ma la disposizione dei cationi di alluminio e silicio è in gran parte disordinata.
Il foglio ottaedrico centrale (O) è costituito da cationi di alluminio che sono circondati ciascuno da sei anioni ossigeno o idrossido che formano un ottaedro, con gli ottaedri che condividono anioni per formare un foglio esagonale simile ai fogli tetraedrici. Gli anioni apicali dell'ossigeno dei fogli T esterni sono rivolti verso l'interno e sono condivisi dal foglio ottaedrico, legando saldamente i fogli insieme. Il legame relativamente forte tra gli anioni dell'ossigeno e i cationi di alluminio e silicio all'interno di uno strato, rispetto al legame più debole dei cationi di potassio tra gli strati, conferisce alla muscovite la sua perfetta scissione basale.
Nella muscovite, gli strati alternati sono leggermente sfalsati l'uno dall'altro, in modo che la struttura si ripeta ogni due strati. Questo per esempio è la muscovite-1M.

## Modificazioni e varietà
Muscovite è un nome collettivo per le modificazioni:
- muscovite-2M1 – monoclino-prismatico – 2/m
- muscovite-1M, e anche muscovite-2Md – monoclino
- muscovite-3T – trigonale

Finora sono note le seguenti varietà:
- alurgite – (K(Al,Mn3+)2(AlSi3O10)(OH)2). È stato dimostrato che l'alurgite contiene manganese trivalente (in contrasto con la "manganofillite" che contiene Mn bivalente), caratteristica che dà al minerale il tipico colore rosso-bruno con riflessi argentati.[12]
- astrolite – (KAl2(AlSi3O10)(OH)2);[13] il colore va dal bianco al giallo; è una varietà di muscovite che si presenta sotto forma di aggregati sferici di cristalli tabulari originariamente considerata una specie a sé stante.

Nel 1904 Josef Reinisch (1859–1937) la descrisse in base a delle inclusioni sotto forma di aggregati lamellari verdi rinvenute in campioni provenienti da Neumark, presso Reichentach (Germania). Nel 1972 si stabilì che si trattava di muscovite fengitica per cui non fu più riconosciuta come specie a sé stante dall'Associazione Mineralogica Internazionale (IMA).
- damourite – (KAl2(AlSi3O10)(OH)2) pseudomorfismo del topazio o del corindone. Fu descritta per la prima volta da Achille Ernest Oscar Joseph Delesse nel 1845 e chiamata in questo modo in onore di Augustin Alexis Damour (1808 - 1902), chimico mineralogico.[16]
- fengite – (KAl1,5(Mg,Fe)0,5(Al0,5Si3,5O10)(OH)2) caratterizzata da un alto contenuto di silice; inizialmente considerata un minerale a sé, ma poi non riconosciuta più dall'IMA. Il suo nome deriva dal tedesco "feurig" (fuoco, focoso) a causa del suo colore[17] verde brillante.[18]
- fuchsite – (K(Al,Cr)3Si3O10(OH)2[19]) aggregato squamoso, verde-iridescente a causa dell'alto contenuto di cromo (dall'1 al 5%)[20] (dal nome del chimico e mineralogista Johann Nepomuk von Fuchs[5] a opera di Karl Emil von Schafhäutl)
- gilbertite – chiamato così nel 1831 da Thomas Thomson in onore di Davies Gilbert (1767 - 1839); il minerale è una varietà compatta di muscovite con composizione chimica KAl2(AlSi3O10)(OH)2; non è fluorescente ai raggi ultravioletti.[21]
- margarodite – contiene sodio e calcio ed è un membro della soluzione solida muscovite-paragonite.[22]
- mariposite – (K(Al,Cr)2(Al,Si)4O10(OH)2); deve il suo nome dalla località di scoperta, la contea di Mariposa in California. Contiene fino all'uno percento di cromo.[23]
- pinite – deve il suo nome alla località di ritrovamento, Pini adit, presso Aue (nel circondario dei Monti Metalliferi, Germania); è una varietà a grana fine dopo minerali alluminosilicati, in particolare cordierite, nefelina, topazio, andalusite, spodumene e scapolite[24][25]
- pinitoide – pseudomorfismo del feldspato di potassio[24]
- sericite – (KAl2(AlSi3O10)(OH)2) aggregato di muscovite o paragonite a grana fine o finemente squamato (granulometria < 0,1 mm). Chiamata in questo modo nel 1852 da Karl List, dal greco "seirος" (serico).[26]

## Origine e giacitura
L'origine può avvenire in diversi modi:
1. da cristallizzazione come fenocristalli in ammassi magmatici intrusivi alti in silice e sufficientemente ricchi in potassio (magmi alcalini);
2. come precipitati lungo fratture percorse da fluidi ipercritici in cui domina il sotto sistema magmatico H-C-O (magmi tenui in cui prevale l'acqua rispetto a monossido di carbonio) nei confronti della normale composizione silicatica dei magmi (pegmatiti);
3. da blastesi metamorfica, dovuta a riorganizzazione strutturale allo stato solido di minerali delle argille sottoposti a temperature e pressioni tipiche dell'ambiente metamorfico (in particolare nel basso grado).

La muscovite è un importante minerale roccioso e si forma per metamorfismo principalmente in micascisti o gneiss, ma anche magmaticamente in granito o pegmatite, dove può formare cristalli fino a 5 metri e 85 tonnellate, come è avvenuto nella "miniera di Inikurti" vicino a Nellore in India, tra gli altri luoghi. Si trova in molte rocce profonde acide e scisti cristallini, ma non nelle rocce di effusione. Quando si altera agli agenti atmosferici, il rilascio di potassio produce un minerale argilloso chiamato illite o idromuscovite. I minerali associati includono feldspato alcalino e plagioclasio, biotite, quarzo, topazio e tormalina, nonché minerali come spodumene, ambligonite, cassiterite e tantalite-(Mn).
La muscovite può essere trovata in molti luoghi in tutto il mondo, con un totale di circa 32 500 siti documentati a partire dal 2023.
In Germania, il minerale è stato trovato in molti luoghi nella Foresta bavarese (Bodenmais, Drachselsried, Vilshofen), nell'Eifel (Ettringen, Niedermendig, Niederzissen), nell'ardesia di Eppstein del Vordertaunus, nei Monti Metalliferi (Ehrenfriedersdorf, Freiberg, Alta Lusazia), nel Fichtelgebirge (Tröstau, Weißenstadt), nell'Harz (Bad Harzburg), nel Münchberger Massa di gneiss, nella Foresta dell'Alto Palatinato (Waidhaus), nell'Odenwald (Reichelsheim), nella Foresta Nera (Hornberg, Wittichen), nel Siegerland, nello Spessart, nella Selva di Turingia (Gottlob, Henneberg) e nel Vogtland (Lengenfeld).
In Austria, la muscovite è stata finora trovata principalmente in Carinzia (Hüttenberg, Alpi Gurktal, Alti Tauri), nel Salisburghese (Nassfeldtal, Habachtal, Untersulzbachtal), in Stiria (Alpi di Fischbach, Koralpe) e Tirolo (Kalstal, Zemmgrund, Zillertal).
In Svizzera, il minerale è stato trovato principalmente nei cantoni dei Grigioni (Valle del Reno anteriore e posteriore), Ticino (Valle Maggia, Valle Leventina) e Vallese (Valle di Binntal).
Grani cristallini ben formati di dimensioni fino a 10 centimetri sono noti anche dalle pegmatiti di Alabashka vicino a Murzinka (Oblast' di Sverdlovsk) negli Urali.

## Utilizzi
La muscovite è una materia prima importante nell'industria tecnica grazie al suo buon isolamento termico ed elettrico. In passato, è stato spesso utilizzato anche per le finestre dei forni resistenti al calore e in Russia per i vetri (vetro di Mosca).
Finemente macinata, viene utilizzata (anche con altri tipi di mica) come riempitivo e per il rinforzo interno di sistemi di rivestimento. I filler a base di muscovite-mica hanno un'ampia gamma di granulometrie, che vanno da 0,001 mm a 0,5 mm. In cosmetica, la muscovite, insieme alla biotite, viene utilizzata nei rossetti e in altri cosmetici per fornire una lucentezza di lunga durata.
La varietà fuchsite (cromo-muscovite) serviva come pigmento verde nella pittura ed è nota per il suo uso negli oggetti d'arte indiana del Guatemala. Viene anche usato in gioielleria.

## Forma in cui si presenta in natura
La muscovite di solito sviluppa cristalli tabulari, frondosi, squamosi, ma anche aggregati massicci di colore giallastro, brunastro, rossastro o verdastro. Sono noti anche cristalli incolori. Più raramente, ma nei cristalli di dimensioni metriche, la muscovite si presenta anche in modo pseudoesagonale, cioè la forma cristallina mostra una simmetria apparentemente esagonale attraverso la formazione di geminati.
La sua sfaldatura è molto perfetta e le lame di sfaldatura sono elasticamente flessibili. Questa proprietà, che ha in comune con la mica scura (biotite), può conferire alle rocce una struttura scistosa.